# La ragazza di Boemia (film 1922)
La ragazza di Boemia (The Bohemian Girl) è un film muto del 1922 diretto da Harley Knoles. Nel cast, appare il nome di Ellen Terry: la grande attrice teatrale è qui al suo settimo e ultimo film.
L'opera The Bohemian Girl di Michael William Balfe fu portata sullo schermo nel 1922 dal film di Harley Knoles e nel 1936 da James W. Horne, Hal Roach e Charley Rogers in La ragazza di Boemia, interpretato da Stanlio e Ollio.

## Trama
Nel 1600 in Polonia vive la nobile famiglia degli Arnheim. Vicino ad castello in una radura è accampata una carovana di zingari, non ben vista dai conti. Infatti uno degli zingari: Devilshoof viene catturato e frustato, secondo le leggi del Conte, ma questi si ribella e decide di rapire la giovane figlia Arline.
La ragazzina non si accorge di niente, non avendo neanche dieci anni, ma dopo sei anni giunge di nuovo nel bosco dei conti assieme alla carovana.
Arline un giorno viene scovata dentro la città e arrestata dagli inservienti del conte Arnheim, che la riconosce solo qualche attimo prima di essere frustata, grazie al ciondolo che le aveva regalato poco prima del suo rapimento.

## Produzione
Il film fu prodotto dall'Alliance Film Corporation.

## Distribuzione
Distribuito nel Regno Unito dalla Astra Film, il film uscì nelle sale con il titolo originale The Bohemian Girl nel luglio 1922. Negli Stati Uniti, il film fu distribuito attraverso l'American Releasing Co., uscendo in sala nel 1923, dopo una prima a New York il 4 febbraio 1923.
Del film esiste una copia incompleta cui mancano i primi due rulli; è uscito riversato in DVD.